# توماس لامب ألين
توماس لامب ألين (بالإنجليزية: Thomas Lamb Eliot)‏ هو كاهن أمريكي، ولد في 13 أكتوبر 1841 في سانت لويس في الولايات المتحدة، وتوفي في 28 أبريل 1936 في بورتلاند في الولايات المتحدة.